# (4710) Wade
(4710) Wade est un astéroïde de la ceinture principale.

## Description
(4710) Wade est un astéroïde de la ceinture principale. Il fut découvert le 4 janvier 1989 à Siding Spring par Robert H. McNaught. Il présente une orbite caractérisée par un demi-grand axe de 2,24 UA, une excentricité de 0,09 et une inclinaison de 5,0° par rapport à l'écliptique.

## Compléments